# Caligus hobsoni
Caligus hobsoni is een parasitische eenoogkreeftjessoort uit de familie van de Caligidae. De wetenschappelijke naam van de soort is voor het eerst geldig gepubliceerd in 1969 door Roger F. Cressey. Hij vernoemde de soort naar Edmund Hobson van de U.S. Fish and Wildlife Service, die het typemateriaal verzamelde in Californië. Ze werd aangetroffen op de vissensoorten Chromis punctipinnis, Rhacochilus toxotes, Hypsypops rubicundus en Medialuna californiensis.